# Braian Rodríguez
Braian Rodríguez, vollständiger Name Braian Damián Rodríguez Carballo, (* 14. August 1986 in Salto) ist ein uruguayischer ehemaliger Fußballspieler.

## Karriere

### Anfänge in Uruguay
Der je nach Quellenlage 1,90 Meter oder 1,93 Meter große Offensivakteur Rodríguez ist der Sohn eines UNO-Weißhelm-Soldaten (Comisión Cascos Blancos), der lange Zeit in Afrika eingesetzt wurde. Er begann seine Karriere in der Jugendmannschaft von Deportivo Artigas. Dabei kam er zunächst noch im Mittelfeld zum Einsatz. Von 2005 bis 2006 stand er im Kader des Club Atlético Cerro. In der Saison 2005/06 werden ihm drei Tore bei 20 Erstligaeinsätzen zugeschrieben. Nach anderen – somit offenbar fehlerhaften – Angaben feierte er sein Profidebüt als Mittelstürmer dort erst im Jahr 2007. Relativ bald wechselte er zum Club Atlético Rentistas. Als Vereinszugehörigkeitszeitraum wird das Jahr 2007 angegeben. Sechsmal (kein Tor) wurde er in der höchsten uruguayischen Spielklasse eingesetzt. Im selben Jahr begann seine nächste Station beim Tacuarembó FC. Dort erzielte er in den Spielzeiten 2007/08 und 2008/09 jeweils zwei Treffer bei 20 bzw. 11 Einsätzen in der Primera División. Im Februar 2009 wechselte er innerhalb der höchsten uruguayischen Spielklasse zu Peñarol. Für die „Aurinegros“ absolvierte er insgesamt 24 Ligabegegnungen und schoss fünf Tore (Clausura 2009: 13 Spiele/3 Tore; Apertura 2009: 11/2).

### Wechsel ins Ausland
Im Januar 2010 verließ er die Montevideaner in Richtung Argentinien. Sein neuer Arbeitgeber war Tigre, für den er zwölfmal in der Primera División auflief und ebenfalls zwei Tore erzielte. Noch im selben Jahr stehen dann zwischen dem 29. August und dem 12. Dezember auch fünf Erstligaeinsätze (ein Tor) beim peruanischen Verein Universidad San Martín für Rodríguez zu Buche. Spätestens ab Ende Januar 2011 spielte er für Unión La Calera in Chile. Zehn Tore in 35 Erstligaspielen lautete dort seine Bilanz. Im Januar 2012 wechselte er zu CD Huachipato. Ende des Jahres feierte er mit den Chilenen den Gewinn der Landesmeisterschaft, wozu er mit 17 Treffern in 37 Primera-División-Einsätzen beitrug. Zudem traf er bei fünf Einsätzen fünfmal in der Copa Chile. Ende 2012 wurde er seitens der Zeitung El Gráfico als bester Stürmer im chilenischen Fußball erwählt und prämiert. Bei Huachipato bestritt er bis Mitte 2013 insgesamt 52 Liga-Partien und schoss 22 Tore. Auch traf er fünfmal in sechs Partien der Copa Libertadores 2013. Durch seine Treffsicherheit in diesem internationalen Wettbewerb zog er das Interesse von brasilianischen und italienischen Vereinen wie beispielsweise Internacional Porto Alegre, die AC Florenz und Chievo Verona auf sich.
Im Juli 2013 führte sein Karriereweg erstmals nach Europa, wo er in Spanien bei Real Betis Sevilla einen Vierjahresvertrag unterschrieb. Bei den Spaniern, die rund eine Million US-Dollar für 50 Prozent der Transferrechte gezahlt haben sollen, absolvierte er bis zum Saisonende 2013/14 zwölf Ligaspiele (ein Tor) in der Primera División. Zudem wurde er einmal in der Europa-League-Qualifikation (ein Tor) und zwei weitere Male in der Europa League selbst eingesetzt (kein Tor). Mitte August 2014 wurde er für eine Saison ohne Kaufoption an CD Numancia ausgeliehen. Dort wurde er 21-mal (vier Tore) in der Liga Adelante und einmal (ein Tor) in der Copa del Rey eingesetzt. Noch während der laufenden Saison 2014/15 wechselte er Anfang März 2015 im Rahmen eines weiteren Leihgeschäfts nach Brasilien zu Grêmio Porto Alegre. Für die Brasilianer lief er 24-mal (zwei Tore) in der Liga (Serie A: 14 Spiele/1 Tor; Gaucho 1: 10/1) und viermal (kein Tor) in der Copa do Brasil auf. Ab Anfang Juli 2016 folgte eine weitere Leihe zu Everton de Viña del Mar. Für den chilenischen Klub bestritt er elf Erstligaspiele (vier Tore) und acht Partien (fünf Tore) in der Copa Chile.
Anfang Januar 2017 verpflichtete der CF Pachuca aus Mexiko Rodríguez leihweise. Bei den Mexikanern absolvierte er zwölf Ligapartien (kein Tor) in der Primera División und zwei Begegnungen (kein Tor) im CONCACAF Champions Cup, welche 2016/17 gewonnen werden kann. Zur Saison 2018 wurde er nach Chile an den AC Barnechea ausgeliehen und 2019 an EC Juventude in Brasilien. Aufgrund der COVID-19-Pandemie hatte 2020 kein Engagement. Für 2021 unterzeichnete Rodríguez in seiner Heimat beim Club Atlético Juventud de Las Piedras.

## Erfolge
Peñarol
- Uruguayischer Meister: 2009/10

Universidad San Martín
- Peruanischer Meister: 2010

Huachipato
- Chilenischer Meister: 2012 Clausura

Pachuca
- CONCACAF Champions League: 2016/17